# Грбови рејона Адигеје
Грбови рејона Адигеје обухвата галерију грбова административних јединица руске федералне републике Адигеје, са статусом градских округа и рејона, те њихове историјске грбове (уколико их има).
Већина грбова настала је након проглашење Републике Адигеје 1992. године.

## Грбови округа и рејона
- 1 — Грб округа 
 Мајкоп
- 2 — Грб округа 
 Адигејск
- 3 — Грб рејона 
 Гиагинскаја
- 4 — Грб рејона 
 Кошехабљански
- 5 — Грб рејона 
 Красногвардејски
- 6 — Грб рејона 
 Мајкопски
- 7 — Грб рејона 
 Тахтамукајски
- 8 — Грб рејона 
 Теучешки
- 9 — Грб рејона 
 Шовгеновски